# Fritz Roeber
Fritz Roeber (né le 15 octobre 1851 à Elberfeld, mort le 15 février 1924 à Düsseldorf) est un peintre allemand.

## Biographie
Roeber, fils d'un secrétaire, après avoir obtenu son abitur au lycée Wilhelm-Dörpfeld, étudie la peinture auprès d'Eduard Bendemann. En 1893, il devient enseignant à l'académie des beaux-arts de Düsseldorf. De 1908 à 1921, il en devient le directeur.
En 1921, il est fait citoyen d'honneur de Düsseldorf (de). Une nom portant son nom se trouve au nord de l'académie.
Il est inhumé au cimetière du Nord de Düsseldorf.